# Microlepia hypolepidoides
Microlepia hypolepidoides là một loài dương xỉ trong họ Dennstaedtiaceae. Loài này được Kuhn & Decken mô tả khoa học đầu tiên năm 1879.
Danh pháp khoa học của loài này chưa được làm sáng tỏ. 